# يوري تشينين
يوري تشينين (باليابانية: 知念 侑李) مواليد 30 نوفمبر 1993 في هاماماتسو، هو مغني وراقص وممثل ياباني بدأ مسيرته الفنية عام 2003 وهو أحد أعضاء فرقة هاي! ساي! جمب.

## وصلات خارجية
- يوري تشينين على موقع IMDb (الإنجليزية)
- يوري تشينين على موقع ميوزك برينز (الإنجليزية)
- يوري تشينين على موقع قاعدة بيانات الفيلم (الإنجليزية)

- الموقع الرسمي